# وزارة الصناعة والتقنية (تركيا)
وزارة الصناعة والتكنولوجيا (بالتركية: Sanayi ve Teknoloji Bakanlığı)‏ هي مكتب وزاري حكومي في تركيا، وهي مسؤولة عن الشؤون الصناعية والتجارية في تركيا. يرأس الوزارة مصطفى فارانك.

## وصلات خارجية
الموقع الرسمي للوزارة